# Hässlebyskogen
Hässlebyskogen är ett 16,3 ha stort naturreservat i Örebro kommun. Det inrättades 2010 och ligger nordöst om tätbebyggelsen i Hovsta. 
Det består av granskog med partier av lövskog. Man har ambitionen att lövträden ska gynnas i framtida röjningar och gallringar, så att området bildar en lövrik blandskog. I området finns en hagmark med odlingsrösen och fossila åkrar som är klassad som fornminne. Bland svampar som växer i reservatet kan nämnas guldkremla, ett flertal arter av vaxskivlingar, samt de rödlistade (hotade) arterna kandelabersvamp och kungsspindling. Här har också gjorts fynd av signalarterna trolldruva, platt fjädermossa, kruskalkmossa, piskbaronmossa, grov baronmossa, flikig skinnlav och traslav. I områden där bete och slåtter förekommit finns arter som gullviva, klasefibbla, svinrot och brudbröd. I området finns uppmärkta promenadstigar.